# Benjamin Oeser
Benjamin Oeser (* 3. September 1990 in Annaberg-Buchholz) ist ein deutscher Schauspieler, Sänger und Musicaldarsteller.

## Leben
Benjamin Oeser wurde als ältestes von vier Geschwistern geboren und wuchs in Schlettau auf. Er besuchte die Grund- und Mittelschule nach Jena-Plan in Markersbach.
Von 2009 bis 2013 studierte er Schauspiel an der „Akademie für Darstellende Kunst Bayern“ und schloss mit Auszeichnung ab. Während des Studiums wurde er mehrfach an das Landestheater Oberpfalz engagiert. Hierbei wirkte er neben einigen Schauspielstücken auch in den Musicals Footloose, The Rocky Horror Show und in der europäischen Erstaufführung von Xanadu mit. Von 2013 bis 2015 erhielt er sein erstes Profi-Festengagement an den Uckermärkischen Bühnen Schwedt. Nebenbei betätigte er sich auch als Werbesprecher für Radiospots und sammelte erste Dreherfahrungen in Kurzfilmen. 
Nach zwei praktischen Jahren im Beruf studierte Oeser ab 2015 im neu gegründeten Musical-Masterstudiengang an der Bayerischen Theaterakademie August Everding in München und beendete sein Masterstudium Anfang 2017. In seiner Studienzeit wirkte er unter anderem als Hauptdarsteller in der europäischen Erstaufführung von Big Fish im Prinzregententheater in München und am Theater Heilbronn unter der Regie von Andreas Gergen mit. Anschließend spielte er unter anderem am Musiktheater im Revier in Gelsenkirchen und am Staatstheater am Gärtnerplatz in München.

## Ehrungen und Auszeichnungen
- 2015 Finalist im Hauptwettbewerb des 44. Bundeswettbewerbs Gesang in der Sparte Musical/Chanson.[7][8]
- 2016 Stipendium vom Deutschen Bühnenvereinim Bereich Musical.[9]
- 2017 Mehrfach-Preisträger des M.U.T (Wettbewerb für Musikalisches Unterhaltungstheater) Gesangswettbewerbs,[10][11] Gewinn des Medien-, Publikums- und  des 1. Preises der Wettbewerbsjury.